# آر.اى. ميهايلوف
راندل ألين ميهايلوف (بالإنجليزية: Randal Allen Mihailoff) هو ممثل أمريكي ومصارع محترف سابق ولد بتاريخ 1 يناير 1953.

## وصلات خارجية
آر.اى. ميهايلوف على موقع IMDb (الإنجليزية)
- آر.اى. ميهايلوف على موقع روتن توميتوز (الإنجليزية)
- آر.اى. ميهايلوف على موقع ألو سيني (الفرنسية)
- آر.اى. ميهايلوف على موقع أول موفي (الإنجليزية)
- آر.اى. ميهايلوف على موقع قاعدة بيانات الفيلم (الإنجليزية)
- آر.اى. ميهايلوف على موقع كينوبويسك (الروسية)